# Горенє Градище
Горенє Градище (словен. Gorenje Gradišče) — поселення в общині Доленьське Топлице, регіон Південно-Східна Словенія, Словенія. Висота над рівнем моря: 222,8 м.